# Biskupiec (gromada w powiecie iławskim)
Biskupiec – dawna gromada, czyli najmniejsza jednostka podziału terytorialnego Polskiej Rzeczypospolitej Ludowej w latach 1954–1972.
Gromady, z gromadzkimi radami narodowymi (GRN) jako organami władzy najniższego stopnia na wsi, funkcjonowały od reformy reorganizującej administrację wiejską przeprowadzonej jesienią 1954 do momentu ich zniesienia z dniem 1 stycznia 1973, tym samym wypierając organizację gminną w latach 1954–1972.
Gromadę Biskupiec z siedzibą GRN w Biskupcu utworzono – jako jedną z 8759 gromad na obszarze Polski – w powiecie suskim w woj. olsztyńskim na mocy uchwały nr 26 WRN w Olsztynie z dnia 4 października 1954. W skład jednostki weszły obszary dotychczasowych gromad Biskupiec i Piotrowice ze zniesionej gminy Kisielice w tymże powiecie. Dla gromady ustalono 19 członków gromadzkiej rady narodowej.
1 stycznia 1959 powiat suski przemianowano na powiat iławski.
1 stycznia 1960 do gromady Biskupiec włączono obszar zniesionej gromady Podlasek w tymże powiecie.
22 grudnia 1971 do gromady Biskupiec  włączono miejscowość Trupel ze zniesionej gromady Jędrychowo w tymże powiecie.
Gromada przetrwała do końca 1972 roku, czyli do kolejnej reformy gminnej, po czym obszar zniesionej gromady Biskupiec wszedł w skład powiatu nowomiejskiego w tymże województwie, w którym to 1 stycznia 1973 utworzono gminę Biskupiec.